# Henvey Inlet Indian Reserve 2
Henvey Inlet Indian Reserve 2 är ett reservat i Kanada.   Det ligger i provinsen Ontario, i den sydöstra delen av landet, 400 km väster om huvudstaden Ottawa.